# بنت آک لاندوال
بنت آک لاندوال (متولد ۱۹۴۱) استاد بازنشسته اقتصاد دپارتمان کسب و کار و مدیریت دانشگاه آلبورگ دانمارک می‌باشد.

## زندگی‌نامه
لاندوال مدرک کارشناسی ارشد خود را در رشته اقتصاد در سال ۱۹۶۷ در دانشگاه گوتنبرگ کسب نمود.
لاندوال حرفه دانشگاهی خود را در سال ۱۹۶۹ در دانشگاه گوتنبرگ و به عنوان استادیار آغار نمود. در سال ۱۹۷۳ به دانشگاه آلبورگ منتقل شد و به درجه دانشیاری ترفیع یافت. لاندوال در طول سال‌های ۱۹۹۲ تا ۱۹۹۵ معاون اجرایی بخش مدیریت علم، فناوری و نوآوری (DSTI) سازمان همکاری و توسعه اقتصادی بود. از سال ۱۹۹۵ او استاد دپارتمان کسب و کار و مدیریت دانشگاه آلبورگ است جایی که گروه IKE را پایه‌گذاری نمود.
لاندوال در طول سال‌های ۱۹۷۳ تا ۱۹۷۷ در سمت‌های مدیریتی دانشگاه آلبورگ نیز مشغول بکار شد. نقطه عطف زندگی حرفه ای او بازدید از SPRU (در دانشگاه ساسکس انگلستان) و دانشگاه استنفورد (آمریکا) در سال ۱۹۸۴ بود. در طول سال‌های ۲۰۰۴ تا ۲۰۰۶ از او به عنوان استاد مدعو ویژه در دانشگاه چینهوا در پکن دعوت بعمل آمد و در میان سال‌های ۲۰۰۷ تا ۲۰۱۰ به عنوان استاد مدعو مؤسسه مطالعات سیاسی پاریس مشغول بکار بود.

## فعالیت‌های حرفه ای و پژوهشی
تحقیقات و پژوهش‌های لاندوال حول و حوش مجموعه گسترده‌ای از موضوعات مرتبط با نظام نوآوری (اصولاً این مفهوم برای اولین بار توسط خود او در سال ۱۹۸۵ مطرح شد) سازمان یافته‌است. لاندوال در طول سال‌های ۱۹۹۲ تا ۱۹۹۵ معاون اجرایی بخش مدیریت علم، فناوری و نوآوری سازمان همکاری و توسعه اقتصادی بود. او از سال ۲۰۰۰ میلادی و پس از آن به ایجاد و توسعه برنامه راهبردی لیسبون مشغول بوده‌است. وی همچنین از سال ۱۹۷۷ میلادی در هماهنگی گروه IKE در دانشگاه آلبورگ و شبکه دانمارکی DRUID در طول سال‌های ۱۹۹۶ تا ۲۰۰۱ مشارکت داشته‌است. از سال ۲۰۰۲ میلادی نیز به عنوان هماهنگ‌کننده شبکه جهانی تحقیقاتی فعال می‌باشد.
لاندوال در نیمه اول دهه هشتاد و در یک همکاری نزدیک با کریستوفر فریمن ایده نوآوری به عنوان یک فرایند تعاملی را توسعه داد و در نیمه دوم همین دهه مفهوم نظام ملی نوآوری (Lundvall, 1985 و Lundvall, 1988) را طرح نمود. وی همچنین در ابتدای دهه نود میلادی مفهوم «اقتصاد یادگیری» را با همکاری بیورن جانسون (Lundvall و Johnson, 1994) توسعه داد.
با توجه به پروژهش‌های انجام شده توسط Fagerberg و Verspagen در سال ۲۰۰۷ میلادی در خصوص مطالعات حوزه نوآوری لاندوال نفر چهارم در فهرست «مهم‌ترین منابع علمی الهام بخش» (تنها پس از جوزف شومپیتر، نلسون و مربی لاندوال یعنی کریستوفر فریمن) می‌باشد.

## لاندوال و مکتب آلبورگ
لاندوال را می‌توان پایه‌گذار و مدافع اصلی رویکرد گسترده به مفهوم نظام ملی نوآوری دانست.
اصولاً رویکرد یا مکتب آلبورگ به نظام ملی نوآوری حاصل فعالیت‌های لاندوال در گروه IKE در دانشگاه آلبورگ (و پژوهشگران وابسته به این گروه) است که هر چند بدواً با تمرکز بر درک رشد اقتصادی در کشورهای دارای نظام اقتصادی کوچک و باز (مانند دانمارک) آغاز گردید، امّا به تدریج با تأکیدی که بر یادگیری تعاملی، ایده‌های اقتصادی تکاملی و پیشرفت تدریجی نظام نوآوری داشت؛ به نسخه ای مناسب برای درک رشد اقتصادی کشورهای در حال توسعه تبدیل شد. لاندوال، فریمن را پدر نظریه مدرن نوآوری می‌نامد و وی را در طرح ایده درک نوآوری به عنوان فرایندی تعاملی پیشتاز می‌داند.
لازم است ذکر شود لاندوال که در ابتدا به صورت جدی پروژه نظام ملی نوآوری را دنبال می‌نمود در مقطعی تلاش داشت تا با معرفی مفهوم جدیدی به نام اقتصاد یادگیرنده (با این استدلال که در خصوص نوآوری به اندازه کافی بحث و پژوهش صورت پذیرفته‌است و باید بیشتر روی یادگیری تمرکز کرد تا نوآوری) به نظریه‌پردازی جدیدی در زمینه کارآفرینی بپردازد که آنچنان که انتظار داشت مورد پذیرش متخصصان این حوزه قرار نگرفت. از همین رو لاندوال مجدداً از اوایل سال ۲۰۰۰ میلادی به مفهوم نظام نوآوری بازگشت و تلاش نمود تا مکتب دانشگاه آلبورگ (یا به اختصار مکتب آلبورگ) که در واقع همان مکتب گسترده نظام‌های نوآوری است را زنده کند و در این راستا برنامه تحقیقاتی خود را نظام‌های ملی نوآوری در کشورهای در حال توسعه متمرکز نمود. در این راستا لاندوال در سال ۲۰۰۹ تلاش‌هایی را صورت داد تا با نقد نگاه مبتنی بر کنشگران و همچنین نگاه مبتنی بر فعالیت‌ها و کارکردها، نگاه جدیدی که به زعم وی ریشه در نگاه تعاملی و مبتنی بر فرایندهای نوآوری است را توسعه دهد. بعد اجتماعی و کارآفرینانه شخصیت لاندوال (بنا به اذعان خودش) بر ابعاد تئوریک و نظریه پردازانه‌اش غلبه دارد.

## کتاب‌ها و مقالات منتخب
کتاب‌ها
- Lundvall, Bengt-Åke. The Learning Economy and the Economics of Hope, Anthem Press, London, 2016.
- Lundvall, Bengt-Åke. Innovation Growth and Social Cohesion, Edward Elgar, London, 2002.
- Archibugi, Daniele, and Lundvall, Bengt-Åke, eds, The Globalizing Learning Economy, Oxford University Press, Oxford, 2001.
- Lundvall, Bengt-Åke, ed. National systems of innovation: Toward a theory of innovation and interactive learning. Pinter Publishers, London, 1992.
- Lundvall, Bengt-Åke. Product innovation and user-producer interaction. Aalborg Universitetsforlag, 1985.

مقاله منتخب
- Lundvall, Bengt-Åke, and Susana Borrás. "The globalising learning economy: Implications for innovation policy." Report from DG XII, Commission of the European Union (1997): 34-39.
- Lundvall, Bengt-Åke, et al. "National systems of production, innovation and competence building," Research policy 31.2 (2002): 213-231.
- Lundvall, Bengt-Åke and Susana Borrás (2005): Science, Technology and Innovation in The Oxford Handbook of Innovation, ed. Jan Fagerberg and David C. Mowery. Oxford University Press.
- Lundvall, Bengt‐Åke. "National innovation systems—analytical concept and development tool." Industry and innovation 14.1 (2007): 95-119.
- Jensen, Morten Berg, et al. "Forms of knowledge and modes of innovation." Research policy 36.5 (2007): 680-693.